# Марія Магдалина (фільм)
«Марія Магдалина» (англ. Mary Magdalene) — біблійний драматичний фільм спільного виробництва Великої Британії, США і Австралії режисера Гарта Девіса, що має вийти 2018 року. Стрічка розповідає про Марію Магдалину. У головних ролях Руні Мара, Хоакін Фенікс, Чиветел Еджіофор.
Вперше фільм мають продемонструвати 15 березня 2018 року у низці країн світу, у широкому кінопрокаті в Україні показ фільму має розпочатися 5 квітня 2018 року.

## У ролях
| Актор              | Персонаж           |
| ------------------ | ------------------ |
| Руні Мара          | Марія Магдалина    |
| Хоакін Фенікс      | Ісус Христос       |
| Чиветел Еджіофор   | Петро              |
| Тахар Рахім        | Юда Іскаріот       |
| Сара-Софі Буссніна | Марта              |
| Гадас Ярон         | Сара               |
| Чеки Каріо         | Єлисей             |
| Дені Меноше        | Даниїл             |
| Урі Гавриель       | Пилип              |
| Девід Шофілд       | Фома               |
| Чарльз Бабалола    | Андрій Первозваний |
| Тауфік Бархом      | Яків               |
| Зохар Штраус       | Іван Богослов      |
| Майкл Мошонов      | Матвій             |
| Аріана Лабед       | Рейчел             |

## Створення фільму

### Знімальна група
- Кінорежисер — Гарт Девіс
- Сценаристи — Гелен Едмундсон, Філіпа Гослет
- Кінопродюсери — Іен Каннінг, Еміль Шерман, Ліз Воттс
- Композитори — Гільдур Ґуднадоттір, Йоганн Йоганнссон
- Кінооператор — Ґреґ Фрейзер
- Кіномонтаж — Александр де Франческі, Мелані Олівер
- Підбір акторів — Джина Джей, Кірсті МакГрегор, Лілія Трапані
- Художник-постановник — Фіона Кромбі
- Артдиректор — Крістіна Онорі
- Художник з костюмів — Жаклін Дюран[3].